# Cartagena Fútbol Sala
Il Cartagena Fútbol Sala, nota anche come Jimbee Cartagena per motivi di sponsorizzazione, è una squadra spagnola di calcio a 5 con sede a Cartagena.

## Storia
La società è stata fondata nel 1993. Nella stagione 1997-98 vince la Division de Plata , conquistando la promozione nella massima serie. Grazie al quinto posto conseguito al termine della stagione regolare, nel 2003-04 centra per la prima volta la qualificazione ai play-off scudetto, fermandosi alle semifinali. 
Nella stessa stagione raggiunge la semifinale di Coppa di Spagna che rimane a tutt'oggi il miglior piazzamento del Cartagena nella competizione. 
Nella stagione 2005-06 il percorso nei play-off si interrompe solamente nella Gara 5 della finale, in cui il Cartagena esce sconfitto dai conterranei dell'ElPozo Murcia. In seguito all'abbandono dello sponsor principale Polaris World poco prima dell'inizio della stagione 2007-08, la squadra ha trascorso una stagione travagliata conclusa al dodicesimo posto mentre nella successiva stagione si è collocata in decima piazza a ridosso della zona play-off.

## Cronistoria
| Cronistoria del Cartagena Fútbol Sala |
| --- |
| - 1993 · Fondazione del Cartagena Fútbol Sala. - 1993-94 · ? nel girone ? di Primera Nacional A. - 1994-95 · ? nel girone ? di Primera Nacional A. Promossa in División de Plata. - 1995-96 · 5ª nel girone ? di División de Plata. - 1996-97 · 3ª nel girone ? di División de Plata. - 1997-98 · 1ª nel girone ? di División de Plata. Promossa in División de Honor. - 1998-99 · 14ª in División de Honor. - 1999-00 · 9ª in División de Honor. - 2000-01 · 11ª in División de Honor. - 2001-02 · 9ª in División de Honor. - 2002-03 · 14ª in División de Honor. - 2003-04 · 5ª in División de Honor. Semifinalista play-off scudetto. Semifinalista di Coppa di Spagna. - 2004-05 · 4ª in División de Honor. Semifinalista play-off scudetto. Quarti di finale di Coppa di Spagna. - 2005-06 · 3ª in División de Honor. Finalista play-off scudetto. Quarti di finale di Coppa di Spagna. - 2006-07 · 2ª in División de Honor. Semifinalista play-off scudetto. Quarti di finale di Coppa di Spagna. Semifinalista di Supercoppa di Spagna. - 2007-08 · 12ª in División de Honor. Semifinalista di Supercoppa di Spagna. - 2008-09 · 10ª in División de Honor. - 2009-10 · 13ª in División de Honor. Quarti di finale di Coppa di Spagna. - 2010-11 · 13ª in División de Honor. 2º turno di Coppa del Re. - 2011-12 · 15ª in Primera División. Retrocessa in Segunda División. 3º turno di Coppa del Re. - 2012-13 · 12ª in Segunda División. 2º turno di Coppa del Re. - 2013-14 · 5ª in Segunda División. Semifinalista play-off promozione. Ottavi di finale di Coppa del Re. - 2014-15 · 9ª in Segunda División. - 2015-16 · 2ª in Segunda División. Promossa in Primera División. Ottavi di finale di Coppa del Re. - 2016-17 · 14ª in Primera División. Sedicesimi di finale di Coppa del Re. - 2017-18 · 9ª in Primera División. Quarti di finale di Coppa di Spagna. Quarti di finale di Coppa del Re. - 2018-19 · 10ª in Primera División. Ottavi di finale di Coppa del Re. - 2019-20 · 9ª in Primera División. Quarti di finale di Coppa del Re. - 2020-21 · 4ª in Primera División. Quarti di finale play-off scudetto. Semifinalista di Coppa di Spagna. Ottavi di finale di Coppa del Re. - 2021-22 · 5ª in Primera División. Quarti di finale play-off scudetto. Quarti di finale di Coppa di Spagna. Quarti di finale di Coppa del Re. - 2022-23 · 3ª in Primera División. Quarti di finale play-off scudetto. Quarti di finale di Coppa di Spagna. Finalista di Coppa del Re. - 2023-24 · 5ª in Primera División, Campione di Spagna (1º titolo). Quarti di finale di Coppa di Spagna. Finalista di Coppa del Re. Vince la Supercoppa di Spagna (1º titolo). |

## Palmarès
- Campionato spagnolo: 1
2023-2024
- Supercoppa di Spagna: 1
2023